# Verifica dei fatti
La verifica dei fatti (anche verifica delle fonti, spesso indicato con l'anglicismo fact-checking), nel lessico del giornalismo, è il lavoro di accertamento degli avvenimenti citati e dei dati usati in un testo o in un discorso. Questa pratica si applica in particolare alle informazioni date dai politici e, anche come autoverifica, alle notizie diffuse dai mezzi di comunicazione.

## Finalità
La verifica dei fatti ha il preciso scopo di portare allo scoperto errori, imprecisioni e menzogne, ed è condotta non solo da giornalisti professionisti, ma anche da semplici cittadini, in epoca contemporanea molto spesso su Internet.
Proprio la maggiore facilità di accertamento e controllo attraverso la rete, più a portata di mano dei cittadini comuni del giornalismo investigativo, attribuisce alla verifica dei fatti un forte valore civico di controllo della politica e dei mezzi di comunicazione.

## Verificatori e oggetti di verifica
I verificatori dei fatti sono persone od organizzazioni che controllano dichiarazioni fattuali contenute in notizie di vario tipo, sia prima (ante hoc) che dopo (post hoc) la loro diffusione, per pubblicazione o attraverso altri canali. La verifica ha sempre lo scopo di determinare la veridicità e la correttezza delle affermazioni. L'uso del testo verificato può variare considerevolmente, ma più frequentemente si tratta di testi indirizzati al grande pubblico (per esempio, notizie di un giornale o di una rivista) o alla diffusione all'interno di una associazione o una istituzione.
Nell'era digitale, con la rapida diffusione delle notizie e la reperibilità di fonti, il controllo si è di fatto esteso ad altri contenuti, come dichiarazioni verbali (per esempio interviste o discorsi pubblici), colloqui telefonici pubblici e altre sorgenti audio.

## Progetti di verifica
Il progetto WikiTribune risponde all'esigenza di dare vita a “un giornalismo basato esclusivamente su prove tangibili”, scevro da condizionamenti perché temprato dalle osservazioni e i contributi della comunità.
In Italia, poi, sono da tempo attivi diversi progetti di verifica dei fatti. Uno dei più recenti è quello dell'agenzia stampa AGI, che pubblica con cadenza quotidiana articoli con verifica di fatti e dichiarazioni di politici. Un rapporto della Duke University che ha monitorato le iniziative di verifica dei fatti in tutto il mondo, ha segnalato - per l'Italia - Pagella Politica e Il Politicometro (quest'ultimo non più attivo dal 2014).
Il concetto di Giornata internazionale del controllo dei fatti è stato introdotto in una conferenza per giornalisti e verificatori di fatti presso la London School of Economics nel giugno 2014.
A partire dal dicembre 2019, il noto social media Instagram ha introdotto un sistema di verifica fatti, segnalando esplicitamente i contenuti fuorvianti e falsi e fornendo la possibilità di accedere alle motivazioni specifiche dietro tale decisione.
La decisione della piattaforma sociale Twitter di introdurre, a margine di alcuni post di iscritti, un rinvio a pagine di fact checking è stata oggetto di critiche da parte di Donald Trump.

## Dibattito sulla praticabilità
Sulla scorta di antiche suggestioni filosofiche "i cultori del post-moderno teorizzarono negli anni Settanta il superamento della corrispondenza tra discorso vero e realtà", e l’idea stessa che sia possibile una conoscenza oggettiva è stata sostituita, nel giornalismo recente, dal "prevalere del soggettivo sull'oggettivo, la diffusione dei features, i pezzi costruiti non tanto su fatti nudi e crudi quanto sulle storie a forte valore simbolico: dal resoconto al racconto. Il peso di alcuni capisaldi dell'old journalism – come la distinzione tra cronaca e commento, tra news e views – venne così a comprimersi anche nel giornalismo anglosassone, che su di essi aveva costruito la sua credibilità e la sua fama".
I canoni moderni per giudicare l’obiettività nel giornalismo sono riferiti più al soggetto che all'oggetto dell'indagine: “distacco e neutralità verso l’oggetto dell’informazione (cioè assenza di soggettività e di coinvolgimento personale); imparzialità (non schierarsi in questioni controverse o mostrare preconcetti); fedeltà all'esattezza e agli altri criteri di verità come la rilevanza e la completezza; e assenza di secondi fini o di favoritismi”.

## Verifica dei fattipost hoc
La verifica dei fatti esterna post hoc da parte di organizzazioni indipendenti è iniziata negli Stati Uniti nei primi anni 2000. Negli anni 2010, in particolare in seguito all'elezione di Donald Trump a presidente degli Stati Uniti nel 2016, il fact-checking ha guadagnato popolarità e si è diffuso in più paesi, principalmente in Europa e in America Latina. Tuttavia, al 2020, gli Stati Uniti sono rimasti il più grande mercato per il fact-checking.
Uno studio sui sostenitori di Trump durante la campagna presidenziale del 2016 ha rilevato che mentre la verifica dei fatti delle false affermazioni fatte da Trump hanno ridotto la fiducia dei suoi sostenitori, le correzioni di tali affermazioni non hanno alterato il loro atteggiamento nei confronti di Trump.
Uno studio del 2020 degli economisti della Paris School of Economics insieme a Sciences Po ha scoperto che le falsità dette da Marine Le Pen durante la campagna elettorale presidenziale francese del 2017 hanno convinto con successo gli elettori, tuttavia hanno perso la loro capacità di persuasione quando sono state verificate e non hanno ridotto il sostegno politico degli elettori a Le Pen quando le sue affermazioni sono state verificate.

### Effetti
Studi di fact-checking post hoc hanno chiarito che tali sforzi spesso comportano cambiamenti nel comportamento, in generale, sia del parlante (rendendolo più attento nelle sue dichiarazioni) sia dell'ascoltatore o lettore (rendendolo più perspicace nei confronti all'accuratezza fattuale dei contenuti); le osservazioni includono la propensione del pubblico a non essere completamente influenzato da correzioni agli errori riguardanti gli argomenti più controversi.
Gli studi hanno dimostrato che il fact-checking può influenzare la fiducia dei cittadini nell'accuratezza delle affermazioni fatte nella pubblicità politica.
Uno studio sperimentale ha scoperto che il controllo dei fatti durante i dibattiti ha influenzato la valutazione degli spettatori sulle prestazioni del dibattito dei candidati e "una maggiore disponibilità a votare per un candidato quando il controllo dei fatti indica che il candidato è onesto".
Durante la pandemia di COVID-19, Facebook ha annunciato che avrebbe "rimosso le affermazioni false o smentite sul nuovo Coronavirus che ha creato una pandemia globale", sulla base dei suoi partner incaricati del controllo dei fatti, noti collettivamente come International Fact-Checking Network.

## Possibili soluzioni
Sulla base dei risultati di uno studio del 2017 sulla rivista Psychological Science, i modi più efficaci per ridurre la disinformazione attraverso le correzioni sono:
- limitare descrizioni dettagliate di argomenti a favore della disinformazione;
- analizzare i motivi per cui un'informazione è falsa piuttosto che semplicemente etichettarla come falsa;
- presentare informazioni nuove e credibili che permettano ai lettori di aggiornare la loro conoscenza degli eventi e capire perché hanno sviluppato una comprensione imprecisa in primo luogo;
- utilizzare video (poiché i video sembrano essere più efficaci del testo nell'aumentare l'attenzione e ridurre la confusione) rendendoli più efficaci nel correggere la percezione errata rispetto al testo.

### Verifica dei fatti prima della pubblicazione
Tra i vantaggi della stampa che mette in atto costantemente la verifica dei fatti c'è quello di evitare problemi seri, a volte costosi. Questi problemi possono includere azioni legali per errori che danneggiano persone o aziende, ma anche piccoli errori possono causare una perdita di reputazione per la pubblicazione. La perdita di reputazione è spesso il fattore motivante più significativo per i giornalisti.
I fact checker (verificatori di fatti) verificano che i nomi, le date e i fatti contenuti in un articolo o in un libro siano corretti. Ad esempio, possono contattare una persona citata in un articolo di notizie proposto e chiedere alla persona se questa citazione è corretta o come si scrive il nome della persona. I fact checker sono utili principalmente per rilevare errori accidentali; non sono garantite tutele contro chi voglia commettere frodi giornalistiche.
I fact checker professionisti sono stati generalmente assunti da giornali, riviste ed editori di libri, probabilmente a partire dai primi anni '20 con la creazione della rivista Time negli Stati Uniti, sebbene non fossero originariamente chiamati "fact-checker". Essi possono essere aspiranti scrittori, futuri editori o liberi professionisti impegnati in altri progetti; altri sono professionisti specializzati in quel tipo di mansione.